# Chính biến Ngụy cung, 452
Cuộc chính biến trong hoàng cung Bắc Ngụy diễn ra vào năm 452, hoạn quan Tông Ái sát hại Ngụy Thế Tổ Thác Bạt Đảo và Nam An vương Thác Bạt Dư, cuối cùng bị các đại thần khác tiêu diệt. Cháu đích tôn của Thế Tổ là Thác Bạt Tuấn mới 13 tuổi trở thành hoàng đế Bắc Ngụy

## Bối cảnh
Nước Bắc Ngụy được thành lập từ năm 396 ở miền bắc, dần dần phát triển thế lực đến cường thịnh, tiêu diệt các quốc gia khác. Đến thời Ngụy Thế Tổ Thác Bạt Đảo, năm 439, sau khi tiêu diệt tiểu quốc cuối cùng là Bắc Yên thì Bắc Ngụy về cơ bản đã thống nhất được toàn bộ miền bắc Trung Quốc. Tuy nhiên sau đó cung đình nước Ngụy liên tục xảy ra xáo trộn.
Năm 450, đại thần Thôi Hạo bị giết chết mà không rõ nguyên nhân cụ thể. Năm sau, 451, hoạn quan Tông Ái do bất hòa với thái tử Thác Bạt Hoảng đã vu cáo thân tín của thái tử Hoảng là Cừu Nê Đạo Thịnh, Nhâm Bình Thành mưu phản khiến hai người này bị giết, nhiều thân tín khác của thái tử Hoảng cũng bị liên can. Vì quá lo sợ, thái tử lâm bệnh qua đời giữa năm đó.

## Diễn biến

### Tông Ái giết Ngụy Thế Tổ
Không bao lâu sau cái chết của thái tử, Ngụy chủ nhận ra rằng Thái tử Hoảng không có tội, và trở nên rất hối tiếc vì việc làm của mình. Ngụy chủ phong con trai của Thái tử Hoảng là Thác Bạt Tuấn làm Cao Dương vương song sau đó ngừng lại vì cho rằng người thừa tự của thái tử không nên chỉ được phong làm thân vương, và dự tính cho Tuấn làm Hoàng thái tôn.
Thấy Ngụy chủ thương nhớ Cảnh Mục thái tử, Tông Ái tỏ ra rất lo lắng và sợ bị giết. Do vậy, tháng 2 ÂL năm 452, Ái giết chết đế. Thượng thư Tả bộc xạ Lan Diên, Thị trung Tiết Đề giấu việc không phát tang.
Diên lấy cớ hoàng tôn còn nhỏ, muốn lập Tần vương Hàn, còn Đề cho rằng không thể phế người cháu trưởng, đình nghị mãi mà vẫn chưa xong. Tông Ái vốn sợ hoàng tôn sẽ trả thù cho cha, bản thân lại chẳng ưa Tần vương Hàn, nên quyết định đón con út của Thế Tổ là Nam An vương Dư vào cấm trung để lập làm đế. Lại giả chiếu chỉ Hách Liên hoàng hậu, triệu bọn Diên vào cung. Diên không nghi ngờ gì mà cứ vào. Ái sai 30 hoạn giả mai phục trong cấm trung, khi Diên tới nơi liền bị giết chết. Lại giết Tần vương Hàn ở Vĩnh Hạng, lập Nam An vương Dư làm đế, tôn hoàng hậu là Hoàng thái hậu, xá thiên hạ, cải nguyên Thừa Bình. Lấy Tông Ái làm Đại tư mã, Đại tướng quân, Thái sư, Đô đốc trung ngoại chư quân sự, Lĩnh trung bí thư, tước là Phùng Dực vương.

### Tông Ái giết Nam An vương
Tháng 3, táng cố chủ Đảo ở Kim Lăng, truy tôn Thế Tổ Thái Vũ Đế. Lúc này, Nam An vương Dư thích tuần du khiến phủ khố trống không, còn ham mê âm nhạc, điền liệp, không quan tâm đến chánh sự. Tông Ái làm tể tướng, đứng đầu tam tỉnh, tổng túc vệ, chuyên quyền quá lắm. Dư tỏ ra lo lắng, muốn lấy lại quyền hành, do đó làm Ái phẫn nộ. Ngày Bính Ngọ tháng 10 ÂL, nhân đêm tối Dư phải tế cáo ở Đông miếu, Ái sai bọn Tiểu hoàng môn Giả Chu đến ám sát Dư. Dư chỉ làm vua có 7 tháng. Vũ Lâm lang trung đại nhân Lưu Ni biết việc này (mặc dù nó được giấu kín) rồi vào gặp Ái, ép lập hoàng tôn. Ái không nghe, định khi về cung, triệu chư vương đến để chọn.

### Tông Ái bị tiêu diệt
Lưu Ni sợ Ái lại gây ra biến loạn nên tố cáo với Điện trung thượng thư Nguyên Hạ. Nam bộ thượng thư Bộ Lục Cô Li cũng nói
Ái lập Nam An rồi lại giết đi. Nếu sau này không lập Hoàng tôn, thì bất lợi cho xã tắc.
Nguyên Hạ cùng Cô Li hợp mưu giết Ái, lập Hoàng tôn. Hạ cùng Thượng thư Trưởng Tôn Khát Hầu đem binh thủ vệ cung cấm, sai Ni và Lệ rước Hoàng tôn đến uyển trung. Lệ bảo hộ hoàng tôn trên ngựa, vào Bình Thành. Hạ và Khát mở cửa đón vào. Ni trở lại đông miếu, nói to
Tông Ái thí Nam An vương, đại nghịch bất đạo. Hoàng tôn đăng lên ngôi vua, có chiếu chỉ, túc vệ chi sĩ lập tức về cung.
Mọi người đều hô vạn tuế. Rồi bắt Tông Ái, Giả Chu. Phụng Hoàng tôn lên ngôi vua, tức là Văn Thành Đế, đăng ở điện Vĩnh An, cải nguyên Hưng An, giết và tru di tam tộc bọn Ái, Chu.